# Танджа, Мамаду
Мамаду Танджа (фр. Mamadou Tandja, 1938, Маине-Сороа, Нигер — 24 ноября 2020, Ниамей, Нигер) — президент Нигера с 22 декабря 1999 по 18 февраля 2010 года.

## Биография
Участник военного переворота 1974 года, приведшего Сейни Кунче к власти в стране. После переворота стал членом Высшего военного совета.
С 1976 года — префект Маради, а с 10 сентября 1979 по 31 августа 1981 — министр внутренних дел, затем префект Тахуа до марта 1988 года. С июня 1988 года Танджа — посол в Нигерии, с марта 1990 по март 1991 — вновь министр внутренних дел. С ноября 1991 года — председатель партии Национальное движение за развитие общества.
В 1993 году на президентских выборах лидировал в первом туре, но во втором уступил Махаману Усману, и признал поражение. В следующем году был арестован за участие в антиправительственных протестах. В 1996 году Ибрагим Баре Маинассара организовал военный переворот и на новых президентских выборах стал президентом. Танджа, бывший одним из оппозиционных кандидатов, вскоре был арестован на непродолжительный срок. В 1999 году после убийства Маинассары Мамаду Танджа был наконец избран президентом, во втором туре победив бывшего премьер-министра Махамаду Иссуфу. Одновременно его партия получила большинство в парламенте.
Первый президент Нигера из народностей фула и канури, а не хауса или джерма.
После прихода к власти демократически избранного президента МВФ в 2000 году одобрил выделение средств правительству Нигера. Было проведено финансирование программы по борьбе с бедностью и улучшения здравоохранения в сельских районах. Страны-кредиторы также официально признали статус Нигера как «бедной страны с высоким уровнем задолженности», после чего страна получила послабления по выплате внешнего долга. В стране начался пересмотр законодательства, в частности, в сфере добычи полезных ископаемых, с целью улучшения инвестиционного климата. К 2002 году была приватизирована часть государственных компаний, в частности, в телекоммуникационном секторе и электроснабжении. Более регулярно стали выплачиваться зарплаты в госсекторе, хотя не были погашены накопившиеся долги.
Танджа развернул широкую программу борьбы с бедностью и государственным долгом, сократив государственные субсидии и дотации, что вызвало протесты студентов и военных. Он активно сотрудничал с профсоюзами и пользовался иностранной помощью.
В 2004 году была проведена реформа местного самоуправления и образовано 265 новых муниципальных коммун, которые получили широкие полномочия. На деле это способствовало консолидации власти в руках Танджи, так как 3700 избранных депутатов местных органов власти не могли образовать эффективную политическую силу. Реформа не была реализована полностью, так как фактически передача полномочий в заявленном объеме так и не состоялась.
Правительство Танджи критиковалось за неэффективность. Несмотря на протесты, Танджа в 2004 году был переизбран на второй президентский срок, вновь во втором туре. С 2005 года — председатель экономического сообщества западноафриканских государств.
Публично отрицал наличие голода в Нигере, хотя голод или угроза голода возникали в стране регулярно.
В 2007—2009 годах на севере страны произошло восстание туарегов. Был нанесен ущерб работе урановых шахт, которые как раз располагались на севере. Помимо прочего, был практически уничтожен сахарский туризм, который был заметным источником доходов Нигера. Туареги требовали более справедливого распределения доходов от природных богатств, реальной децентрализации власти, включения туарегов в правительство и армию. Правительство поначалу не шло на компромиссы, но в 2009 году при посредничестве Каддафи были достигнуты мирные соглашения.
Приблизительно в 2008 году Танджа начал готовиться к продлению своих полномочий. Его попытки легализовать возможность «третьего срока» законными путями провалились, после чего в июне 2009 года президент распустил парламент, и объявил, что управление страной будет осуществляться на основании президентских указов. Лидеры оппозиции объявили произошедшее переворотом и призвали всех граждан оказывать сопротивление власти. Чуть позже Танджа распустил и Конституционный суд, набрав новый состав, который был ему полностью лоялен. 4 августа 2009 года был спешно организован референдум, по результатам которого (при явке 68,3 % поддержало 92,5 %) действующая конституция была отменена и объявлен 3-х летний переходный период к «новой президентской республике». Танджа должен был остаться президентом до декабря 2012 года, тогда же должна была быть подготовлена новая конституция.
После проведения референдума режим Танджи оказался в международной изоляции. США призвали к проведению президентских выборов (должны были планово состояться в 2009 году), заморозив предоставление помощи и наложив санкции на ряд нигерских чиновников. В октябре 2009 года были проведены выборы в Национальную Ассамблею, которые вновь бойкотировала оппозиция.
18 февраля 2010 года свергнут военными в результате военного переворота. 24 февраля 2010 года военная хунта Нигера назначила новым главой страны бывшего министра информации Махамаду Данда.
16 января 2011 года около 18:00 по московскому времени Танджа был этапирован в тюрьму города Колло. В чём именно подозревают бывшего президента, неизвестно, одна из возможных причин заключения — растрата 125 миллионов долларов из государственной казны. В мае 2011 года освобождён.

## Болезнь и смерть
В последние годы жизни Танджа заболел и ездил лечиться во Францию, Германию и Марокко. Он умер 24 ноября 2020 года в Ниамее в возрасте 82 лет.